# 113208 Lea
113208 Lea este o planetă minoră (asteroid) din centura de asteroizi. A fost descoperită pe 5 septembrie 2002 la  de Campo Imperatore Near-Earth Object Survey⁠(d). 
Obiectul prezintă o orbită caracterizată de o semiaxă mare de 2,6606799025583 UAi, o excentricitate de 0,056652305964285, o înclinație de 7,6513487838714 ° în raport cu ecliptica.